# Сара Танкреди
Сара Танкреди (енгл. Sara Tancredi) је измишљени лик из америчке телевизијске серије Бекство из затвора. Њен лик тумачи Сара Вејн Цалис. Сара се у серији први пут појављује у првој епизоди.
Сара је одмалена желела да постане доктор. Одрастајући у предграђу Чикага, увек је сањала о томе да ради у болници. Али пошто је остварила свој циљ и добила факултетску диплому, Сарина каријера је била угрожена због проблема са дрогом. после небројено много покушаја да остави наркотике, Сара је то коначно успела уз помоћ групних терапија анонимних наркомана. Међутим, чињеница да је доктор више јој није била довољна и одлучила је да се посвети хуманитарном раду. Као један од неколико доктора у затвору Фокс ривер, Сара је одговорна за све - од лечења мањих повреда до извођења хитних операција. Она није увек свесна ризика коме се свакодневно излаже, а посао којим се бави нарочито је стресан за њеног оца, Франка Танкредиа, гувернера Илиноиса. Уз то, и њихова различита политичка уверења довела су до захлађења односа последњих година.